# Squadra greca di Fed Cup
La squadra greca di Fed Cup rappresenta la Grecia nella Fed Cup, ed è posta sotto l'egida della Hellenic Tennis Federation.
Essa esordì in Fed Cup nel 1968, e il suo miglior risultato sono i sedicesimi di finale raggiunti nelle edizioni del 1977 e 1984. È greca la tennista ad aver debuttato in Fed Cup in età più giovane: Denise Panagopoulou con soli 12 anni e 360 giorni nel match contro il Portogallo della Federation Cup 1977. Tale record è però oggi impossibile da battere in quanto il regolamento attuale impedisce l'iscrizione alle tenniste sotto i 14 anni di età.

## Organico 2012
Aggiornato ai match del Gruppo I della zona Europa/Africa (1º-4 febbraio 2012). Fra parentesi il ranking della giocatrice nel momento della disputa degli incontri.
- Despina Papamichail (WTA #374 - doppio #635)
- Maria Sakkarī (WTA #705)
- Agni Stefanou (WTA #797)

## Ranking ITF
- Il prossimo aggiornamento del ranking è previsto per il mese di aprile 2012.

| Grecia nel Ranking ITF (aggiornata al 6 febbraio 2012) |               |         |                           |
| Pos                                                    | Squadra       | Punti   | Gruppo                    |
| 33                                                     | Brasile       | 1267.50 | Gruppo I - Americhe       |
| 34                                                     | Taipei cinese | 1197.50 | Gruppo I - Asia/Oceania   |
| 35                                                     | Ungheria      | 1155.00 | Gruppo I - Europa/Africa  |
| 36                                                     | Grecia        | 1106.75 | Gruppo II - Europa/Africa |
| 37                                                     | Israele       | 1077.50 | Gruppo I - Europa/Africa  |
| 38                                                     | Corea del Sud | 1040.00 | Gruppo I - Asia/Oceania   |
| 39                                                     | Bulgaria      | 1002.50 | Gruppo I - Europa/Africa  |